# Natasha Mikhailova
Natasha Mikhailova é uma garota russa descoberta em 2009 na cidade de Chita, na Sibéria, que teria sido criada no meio de cães e gatos, configurando assim um caso análogo ao das chamadas crianças selvagens. Natasha foi encontrada pela polícia num apartamento sem luz, calefação e água e seu comportamento era semelehante ao dos animais: não falava, latia e arranhava a porta, por exemplo.